# L'Année de tous les dangers (roman)
Pour les articles homonymes, voir L'Année de tous les dangers.
L'Année de tous les dangers (The Year of Living Dangerously) est un roman australien de Christopher Koch paru en 1978.
Le roman est adapté au cinéma sous le même titre en 1982. 

## Résumé
Le roman, raconté par Cookie, un reporter d'une agence de presse, suit Guy Hamilton, un nouveau correspondant de la radio australienne envoyé en Indonésie, Jill Bryant, une jeune diplomate de l'ambassade britannique, et Billy Kwan, un photographe de presse eurasien. Les trois personnages, au cours de l'année 1965, vont être mêlés à des événements politiques inspirés de ceux, réels, ayant mené au mouvement du 30 septembre 1965 puis aux massacres qui en ont résulté.

## Adaptation cinématographique
- 1982 : L'Année de tous les dangers (The Year of Living Dangerously), film australien réalisé par Peter Weir, d'après le roman éponyme, avec Mel Gibson, Sigourney Weaver et Linda Hunt